# Kalandhaus

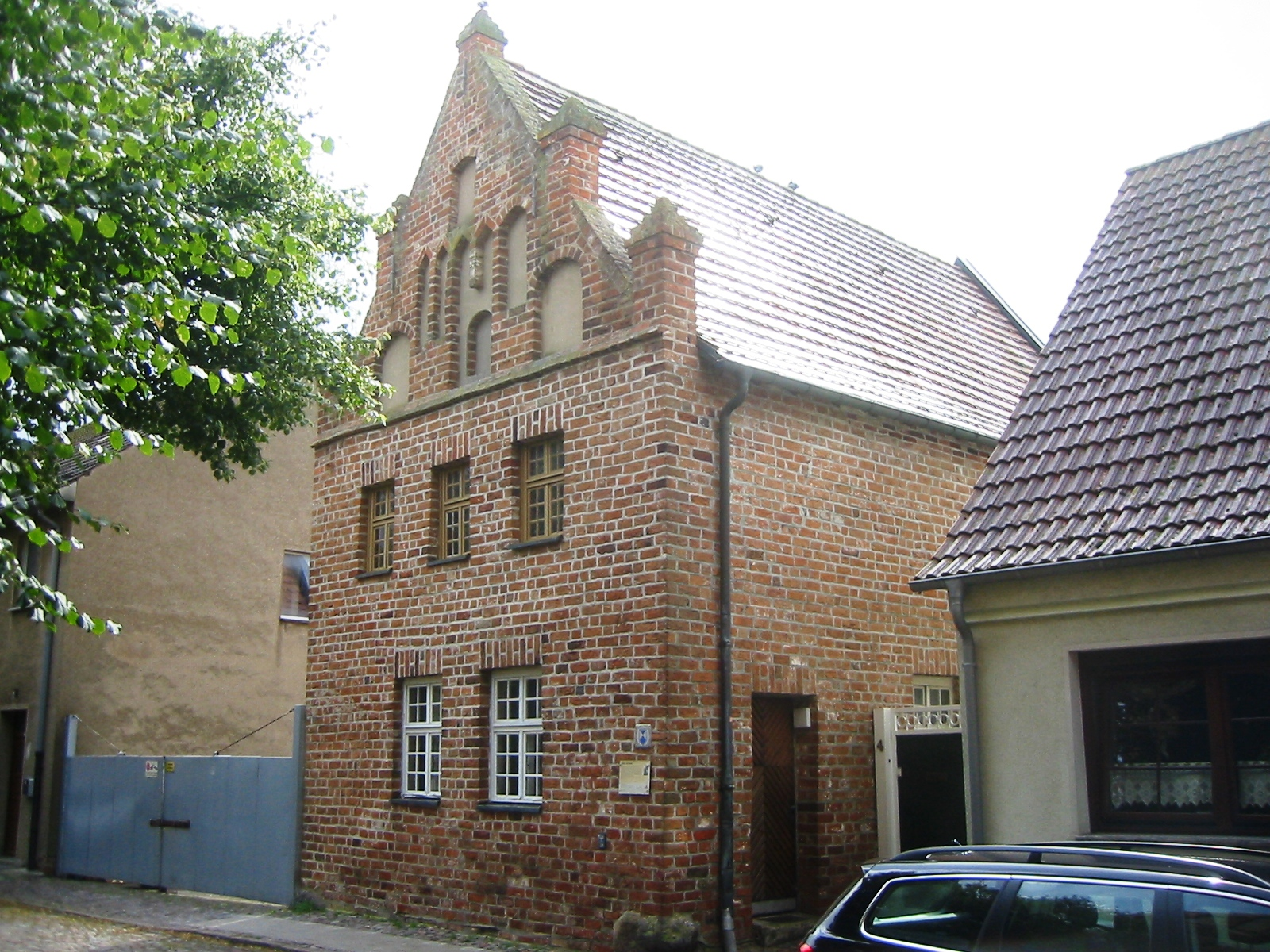
Kalandhaus in der Schulstraße in Grimmen

Das  Kalandhaus (auch Alte Schule genannt) ist ein denkmalgeschütztes spätgotisches Bauwerk in der Schulstraße in Grimmen.

## Architektur
Das Gebäude wurde um 1450 als zweigeschossiger Backsteinbau mit einem typischen Stadttorgiebel gebaut. An der Front befinden sich im Erdgeschoss zwei Fenster, im Obergeschoss drei weitere, symmetrisch angeordnete Fenster. Der Giebel setzt sich durch ein Gesims von dem übrigen Bauwerk ab und ist mit mehreren, teilweise ineinander verschachtelten Putzblenden verziert. Fünf kleine, ebenfalls symmetrisch angeordnete Türmchen bilden an der Front den Übergang zum Satteldach.

## Nutzung
Überlieferungen zufolge nutzte die Kaland-Bruderschaft in Grimmen das Gebäude. Ein erster Hinweis findet sich in einer Schuldverschreibungsurkunde aus dem Jahr 1505, die heute im Stockholmer Stadtarchiv aufbewahrt wird. Weitere Anzeichen finden sich in evangelischen Matrikeln aus dem Jahr 1536, in dem Eigentum der Bruderschaften erwähnt wird. Ab dem Jahr 1734 wurde das Haus bis 1848 als Schule genutzt. Mit dem Neubau in der Norderhinterstraße erhält das Gebäude im Volksmund den Namen „Alte Schule“. Von 1904 bis zum Zweiten Weltkrieg wurde das Haus zu Wohnzwecken genutzt, danach als Kindergarten. Seit 1980 dient es der Neuapostolischen Kirche.
Eine umfassende Restaurierung erfolgt 1990.
Koordinaten: 54° 6′ 46,9″ N, 13° 2′ 26,7″ O